# Palomar de las Flores
Palomar de las Flores är en ort i Mexiko.   Den ligger i kommunen San Marcos och delstaten Guerrero, i den södra delen av landet, 300 km söder om huvudstaden Mexico City. Palomar de las Flores ligger 18 meter över havet och antalet invånare är 239.
Terrängen runt Palomar de las Flores är huvudsakligen platt, men åt nordväst är den kuperad. Runt Palomar de las Flores är det ganska glesbefolkat, med 34 invånare per kvadratkilometer. Närmaste större samhälle är Las Vigas, 5,6 km nordost om Palomar de las Flores. Omgivningarna runt Palomar de las Flores är en mosaik av jordbruksmark och naturlig växtlighet.